# Urmary
Urmary (in russo: Урмары; in ciuvascio: Вăрмар, Vărmar) è un insediamento di tipo urbano, nonché il centro amministrativo del distretto di Urmary della Repubblica autonoma della Ciuvascia, in Russia, che si trova di 77 chilometri a sud-est di Čeboksary. Ci passa vicino il nodo ferroviario Kanaš — Svijažsk.